# Eremocosta montezuma
La araña camello o araña de viento (Eremocosta montezuma) es un arácnido de la familia Eremobatidae, del orden Solifugae. Esta especie fue descrita por Roewer en 1934. El nombre del género Eremocosta proviene de la palabra en latín erēmus que significa “desierto o solitario” y de la palabra en latín costa que significa “vientre o costilla”. El nombre específico montezuma es una corrupción de la palabra en nahuatl Motecuhzoma que significa mo “nuestro” -tecuhtli “señor” zona “ceño fruncido”.

## Clasificación y descripción
Es una especie de araña de viento perteneciente a la familia Eremobatidae orden Solifugae. Esta especie es fácilmente distinguible por presentar cuatro ctenidios (estructuras parecidas a espadas, alargadas y delgadas) en el esternito I del abdomen, los cuales se desarrollan principalmente en medio y por el diente anterior del dedo móvil del quelícero; ranura mesal del dedo fijo y ranura longitudinal superficial distintas; diente mesal del dedo móvil presente pero roto en ambos quelíceros; palpos con setas usuales, cerdas cilíndricas, espinas y setas largas pero sin escopulas; fémur del pedipalpo con una espina medioapical, esternito abdominal post-espiracular con cuatro ctenidios; la hembra se desconoce.

## Distribución
Esta especie de solífugo es nativa de México y se le puede encontrar en Veracruz, Ciudad de México, Oaxaca.

## Ambiente
Es de ambiente terrestre. Los solífugos o arañas del sol están asociados a zonas áridas, incluyendo desiertos y pastizales, dunas de viento, ríos, playas; inclusive pueden encontrarse en microhábitats no tan xéricos como montanos o arbóreos y en la arena de las playas.

## Estado de conservación
Hasta el momento en México no se encuentra en ninguna categoría de protección, ni en la Lista Roja de la IUCN (International Union for Conservation of Nature) ni en CITES (Convención sobre el Comercio Internacional de Especies Amenazadas de Fauna y Flora Silvestres).